# 부룬디의 행정 구역

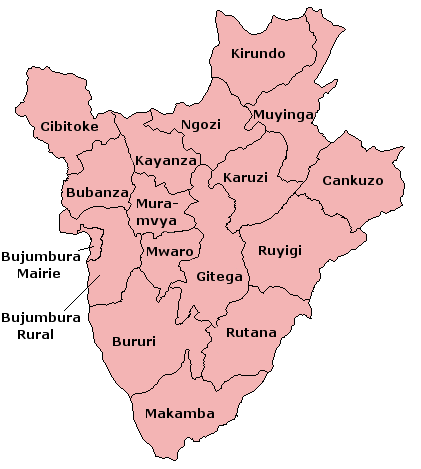
부룬디의 행정 구역

부룬디는 18개 주로 구성되어 있으며 주 이름은 각 주의 주도에서 유래된 이름이다.
- 부반자주(Bubanza)
- 부줌부라 도시주(Bujumbura Mairie)
- 부줌부라 교외주(Bujumbura Rural)
- 부루리주(Bururi)
- 캉쿠조주(Cankuzo)
- 치비토케주(Cibitoke)
- 기테가주(Gitega)
- 카루지주(Karuzi)
- 카얀자주(Kayanza)
- 키룬도주(Kirundo)
- 마캄바주(Makamba)
- 무람비야주(Muramvya)
- 무잉가주(Muyinga)
- 음와로주(Mwaro)
- 응고지주(Ngozi)
- 루몽게주(Rumonge)
- 루타나주(Rutana)
- 루이기주(Ruyigi)

## 같이 보기
- ISO 3166-2:BI